# Birdsong
Birdsong est une mini-série britannique en deux parties, produite par la Working Title Films, basés sur le roman du même titre par Sebastian Faulks, et diffusée les 22 et 29 janvier 2012 sur BBC One. Elle a été diffusée aux États-Unis les 22 et 29 avril 2012 sur PBS.
En France, elle est diffusée le 8 avril 2016 sur HD1.
Il s'agit de l'adaptation du roman éponyme Sebastian Faulks. Parmi les acteurs, Eddie Redmayne interprète Stephen Wraysford tandis que la française Clémence Poésy y joue le rôle d'Isabelle Azaire.

## Synopsis
Entre 1910 et 1916, Stephen Wraysford va vivre une passion tumultueuse avec Isabelle Azaire avant que la Première Guerre mondiale vienne tout bouleverser. Les deux amants vont devoir traverser de rudes épreuves alors que des combats violents et sanglants font rage autour d'eux.

## Production
La Working Title Films avait acquis les droits d'adaptation à l'écran depuis plusieurs années déjà. Néanmoins il ne s'agissait que d'un simple projet. Le nom du scénariste Andrew Davies fut lié au film. Cependant, en 2007 on annonça que ce sera Justin Chadwick qui sera le réalisateur de Birdsong, tandis que le scénario serait écrit par Abi Morgan ; le tournage devait se dérouler en 2008. Finalement, la télésuite fut réalisée par Philip Martin.

## Fiche technique
- Titre : Birdsong
- Réalisation : Philip Martin
- Scénario : Sebastian Faulks et Abi Morgan
- Musique : Nicholas Hooper
- Photographie : Julian Court
- Montage : Kristina Hetherington
- Casting : Lucy Bevan
- Création des décors : Grant Montgomery
- Décorateur : László Makai et Ussal Smithers
- Direction artistique : Nicole Northridge, János Szabolcs et Katie Tuxford
- Costumes : Charlotte Walter
- Production :
  - Producteur : Lynn Horsford
  - Coproducteur : Veronica Castillo
  - Producteurs délégués : Tim Bevan, Rebecca Eaton (en), Sebastian Faulks, Eric Fellner, Juliette Howell, Simon Relph, Lucy Richer et Ann Skinner
- Société de production :
- Genre : Drame, romance et guerre
- Durée : 165 minutes (2 parties)
- Diffusion :
  - Royaume-Uni : 2012

## Distribution
- Eddie Redmayne (VF : Tony Marot) : Stephen Wraysford
- Matthew Goode (VF : Bertrand Nadler) : Captain Gray
- Clémence Poésy : Isabelle Azaire
- Richard Madden : Weir
- Clara Grebot : Lisette Azaire
- Maxime Roussel : Grégoire Azaire
- Océane Holliday-Bersegeay : Françoise
- Anthony Andrews (VF : Michel Voletti) : Colonel Barclay
- Marie-Josée Croze : Jeanne Fourmentier
- Joseph Mawle : Jack Firebrace
- Thomas Turgoose (VF : Fabrice Fara) : Tipper
- George MacKay : Private Douglas
- Rory Keenan : Brennan
- Daniel Cerqueira (VF : Loic Houdré) : Shaw
- Laurent Lafitte : René Azaire
- Sean McKenzie : Turner
- Matthew Aubrey : Byrne
- Abraham Belaga : Lebrun

 Source et légende : version française (VF) sur RS Doublage